# Phyllanthus erwinii
Phyllanthus erwinii är en emblikaväxtart som beskrevs av J.T.Hunter och J.J.Bruhl. Phyllanthus erwinii ingår i släktet Phyllanthus och familjen emblikaväxter. Inga underarter finns listade i Catalogue of Life.